# Smoothwall
Smoothwall ist Open Source, Router und Firewall. Die Appliance mit übersichtlicher Web-Oberfläche, die internes Netz, demilitarisierte Zone und externes Netz farblich unterscheidet, erfordert wenig Know-how. Sie enthält beispielsweise Snort, ClamAV, Squid, Apache HTTPD und iptables.